# Église Saint-Denis de La Norville
L'église Saint-Denis de La Norville est une église paroissiale catholique, dédiée à saint Denis, située dans la commune française de La Norville et le département de l'Essonne.

## Historique
L'église est construite au XIIe siècle.
L'édifice est rebâti au XVe siècle après la Guerre de Cent Ans.
Depuis un arrêté du 1er octobre 1952, l'église est inscrite au titre des monuments historiques.

## Pour approfondir